# Wassili Sacharowitsch Wlassow
Wassili Sacharowitsch Wlassow, russisch Васи́лий Заха́рович Вла́сов, englische Transkription Vasily Zakharovich Vlasov, (* 11. Februarjul. / 24. Februar 1906greg. in Karejewo bei Tarussa, Russisches Kaiserreich; † 7. August 1958 in Moskau, Sowjetunion) war ein russischer und sowjetischer Bauingenieur.

## Leben
Wlassow studierte an der Moskauer Bauingenieur-Hochschule mit dem Abschluss 1930. Bald darauf hielt er dort auch Vorlesungen. Außerdem war er 1932 bis 1946 am Forschungsinstitut für industrielles Bauen und lehrte 1932 bis 1942 an der Ingenieursakademie des sowjetischen Militärs. 1937 habilitierte er sich (russischer Doktortitel) und wurde Professor. 1956 wurde er der Nachfolger von Isaak Moissejewitsch Rabinowitsch auf dem Lehrstuhl der Moskauer Bauingenieur-Hochschule.
1953 wurde er korrespondierendes Mitglied der Sowjetischen Akademie der Wissenschaften. 1941 erhielt er den Stalinpreis 1. Klasse.
Er befasste sich mit Strukturmechanik, Elastizitätstheorie und Festigkeitslehre und entwickelte eine konsistente Theorie elastischer Stabschalen (1940).

## Schriften
- Allgemeine Schalentheorie und ihre Anwendung in der Technik. Akademie Verlag, Berlin (DDR) 1958
- Dünnwandige elastische Stäbe. 2 Bände. VEB Verlag für Bauwesen, 1964/65
- mit Nikolai Nikolajewitsch Leontjew: Beams, plates, and shells on elastic foundation. Jerusalem 1966